# 西宮市立総合教育センター付属西宮浜義務教育学校
西宮市立総合教育センター付属西宮浜義務教育学校（にしのみやしりつそうごうきょういくセンターふぞく にしのみやはまぎむきょういくがっこう）は、兵庫県西宮市西宮浜にある義務教育学校。

## 概要
西宮市で初めての義務教育学校である。前身校である西宮市立西宮浜小学校・西宮市立西宮浜中学校が開校して以来、児童生徒や地域の人々に愛された「西宮浜」という地名に、当校の校種である「義務教育学校」を合わせ、さらに先進的な教育や研究を推進し、魅力ある学校づくりを進めるために、西宮市立総合教育センターの付属校としたため、校名は「西宮市立総合教育センター付属西宮浜義務教育学校」となった。

## 沿革

### 略歴
西宮市立総合教育センター付属西宮浜義務教育学校は、2020年4月1日に開校。

### 年表
- 2020年（令和2年）4月1日 - 西宮市立西宮浜小学校と西宮市立西宮浜中学校が統合し開校

## 教育目標

### 学校教育目標
よりよい未来を切り拓く児童・生徒の育成

## 学校行事
- 4月 - 入学式・1学期始業式
- 5月 -
- 6月 -
- 7月 - 1学期終業式
- 8月 - 2学期始業式
- 9月 - 運動会『マリナフェスティバル』
- 10月 - 『マリナオータムフェア』
- 11月 -
- 12月 - 2学期終業式、『マリナふれあいマラソン』
- 1月 - 3学期始業式
- 2月 -
- 3月 - 卒業式・3月終業式

## マリナフェスティバル
「マリナフェスティバル」は2022年度より行われている運動会である。第1回は2022年9月24日に開催。西宮浜義務教育学校となってから、初めて全体での開催となった。
第3回は2024年10月24日に開催。西宮浜義務教育学校となってから初めて10月及び平日に開催された。今回は新たにマリナフレンズ(縦割り班)のプログラムが追加されている。
プログラム中のリズム体操『すずかぜ』（7年女子）、ダンス『Sunshine』（8年女子）、団体徒手体操『信頼』（5,6年）、徒手体操『雄壮』（8年男子）、ダンス『未来』（9年女子）、団体徒手体操『煌めき』（9年男子）は、2024年11月7日に阪神甲子園球場で実施された「第68回西宮市中学校連合体育大会」でも披露された。

## マリナオータムフェア
「マリナオータムフェア」は2020年度より行われている音楽会である。
エンディングテーマは、杉本竜一の「Believe」。(1999年の「第2回 マリナコンサート」より使用)

## マリナふれあいマラソン
2021年度から毎年12月に開催されている地域行事。
以前は学校行事だったが、2021年度より地域行事となった。2023年度の開催は中止されている。

## 部活動
部活動は7年生から参加であるが、5年生からも参加可能である
- 運動部：陸上競技部、卓球部、バドミントン部
- 文化部：ジャズバンド部、文化活動部

## 通学区域
- 西宮市
  - 西宮浜1 - 4丁目

※ 通学区域特認校制度により西宮市全域からの通学は可能

## 所在地
- 兵庫県西宮市西宮浜4丁目3番12号（西校舎）1 - 4年生が在籍
- 兵庫県西宮市西宮浜4丁目2番31号（東校舎）5 - 9年生が在籍

## 交通アクセス
- 阪神電気鉄道本線西宮駅南口より
- JR西日本JR神戸線西宮駅南口より
  - 阪神バスマリナパーク行き約15分

## 通学区域が隣接している学校
すべて、海を挟んで隣接。

### 小学校
- 西宮市立今津小学校
- 西宮市立用海小学校
- 西宮市立浜脇小学校
- 芦屋市立浜風小学校
- 芦屋市立潮見小学校

### 中学校
- 西宮市立真砂中学校
- 西宮市立浜脇中学校
- 芦屋市立潮見中学校